# ديلن كوزمن
ديلن كوزمن (بالإنجليزية: Dylan Kussman)‏ (و. 1971  م) هو كاتب سيناريو، وممثل أفلام أمريكي، ولد في لوس أنجلوس.

## التعليم
تعلم في جامعة كاليفورنيا، بركلي
.

## وصلات خارجية
- ديلن كوزمن على موقع IMDb (الإنجليزية)
- ديلن كوزمن على موقع ألو سيني (الفرنسية)
- ديلن كوزمن على موقع أول موفي (الإنجليزية)
- ديلن كوزمن على موقع قاعدة بيانات الأفلام السويدية (السويدية)
- ديلن كوزمن على موقع ديسكوغز (الإنجليزية)
- ديلن كوزمن على موقع قاعدة بيانات الفيلم (الإنجليزية)
- ديلن كوزمن على موقع كينوبويسك (الروسية)